# Стрит-арт фестиваль в Стамбуле
Фестиваль уличного искусства в Стамбуле — это первый ежегодный фестиваль стрит-арта и пост-граффити в Турции. Фестиваль был основан художником и графическим дизайнером Пертевом Эмре Тастабаном в 2007 году.

## Фестиваль стрит-арта, Стамбул, 2009 г
С 12 по 13 июня 2009 года в районе Галата муниципалитета Бейоглу прошёл первый фестиваль. Для групповой выставки под названием «Морфозис» заброшенное здание «Банкир Хан» было адаптировано 45 участвующими музыкантами, граффитистами и уличными художниками из Турции.
В 2009 году приняли участие артисты: Bay Perşembe & Sebeke, Bomba Fonda, bonan, cins, copykstar, cype, das metal, deniz m. örnek, emr3, eskreyn, флай пропаганда, гого, хикмет вандал, iac, ini, kırdök+1, lakormis, madcat, mateman, murat başol, nenuka, osman, pet05, RR, kedü, kuyara, rad, s2k wide, yeni anıt, mc’s fuat & apo, gaia, saltyspinzitfunky, deniz k., tai fu, deform-e, sonashine.

## Стрит-арт в Стамбуле, 2010 г
В выставке приняли участие 9 уличных художников. На открытии исполнили диджейский сетап. От рекламы и бизнеса на шоу пришли 650 приглашенных зрителей. Художники: pet05 street Projects / omeria / jellyfishandroyale/fiberoptik/dunya atay/bayan anderson/cuneyt celik/insan taklidi / zamanevvel

### Участвующие художники
Из Германии: blash / kiam77 / loomit / neon / one2 / rosanna schumacher / satone / skore183 / Squaredynamic
Из Турции: asu ceren / cuneyt çelik / cooper / dünya atay / eskreyn / / fiberoptik / flypropaganda / fu / funk / goksu gul / jellyfishandroyale / kmr / küf project / levent bozkurt / mekazoo / miray özcan / nnuka / omeria / pet05 / shione / sesin çıksın / tabone / techone / yeni anıt / zoe / wicx / choma
Музыка: духовой оркестр Express. Из Стамбула: APO & Yener & 9 Canlı / Дениз К. / Deform-e